# 2000 km van Daytona 1965
De 2000 km van Daytona 1965 was de 4e editie van deze endurancerace. Het was tevens de laatste keer dat de race over 2000 kilometer werd gehouden, volgende edities waren, op een na, allemaal 24-uursraces. De race werd verreden op 28 februari 1965 op de Daytona International Speedway nabij Daytona Beach, Florida.
De race werd gewonnen door de Shelby American #73 van Ken Miles en Lloyd Ruby, die allebei hun eerste Daytona-zege behaalden. De GT+3.0-klasse werd gewonnen door de Shelby American #13 van Jo Schlesser, Harold Keck en Bob Johnson. De GT2.0-klasse werd gewonnen door de Charlie Kolb #16 van Charlie Kolb en Roger Heftler. De GT3.0-klasse werd gewonnen door de Peter Clarke #23 van Bob Hurt, Peter Clarke en Charlie Hayes. De GT1.6-klasse werd gewonnen door de David McClain #7 van David McClain, Larry B. Perkins en Leland Dieas. De GT2.5-klasse werd gewonnen door de Cannon Auto Services #34 van Dana Kelder en Ara Dube. De SR-klasse werd gewonnen door de Cannon Auto Services #48 van Charlie Mathis en Guido Levetto.

## Race
Winnaars in hun klasse zijn vetgedrukt.
| Pos. | Klasse | No. | Team                         | Coureurs                                              | Chassis                    | Ronden |
| ---- | ------ | --- | ---------------------------- | ----------------------------------------------------- | -------------------------- | ------ |
| 1    | P      | 73  | Shelby American              | Ken Miles Lloyd Ruby                                  | Ford GT40                  | 327    |
| 2    | GT+3.0 | 13  | Shelby American              | Jo Schlesser Harold Keck Bob Johnson                  | Shelby Cobra Daytona Coupe | 322    |
| 3    | P      | 72  | Shelby American              | Bob Bondurant Richie Ginther                          | Ford GT40                  | 318    |
| 4    | GT+3.0 | 14  | Shelby American              | Rick Muther John Timanus                              | Shelby Cobra Daytona Coupe | 317    |
| 5    | GT2.0  | 16  | Charlie Kolb                 | Charlie Kolb Roger Heftler                            | Porsche 904 GTS            | 313    |
| 6    | GT+3.0 | 11  | Shelby American              | Ed Leslie Allen Grant                                 | Shelby Cobra Daytona Coupe | 312    |
| 7    | GT3.0  | 23  | Peter Clarke                 | Bob Hurt Peter Clarke Charlie Hayes                   | Ferrari 250 GTO            | 308    |
| 8    | GT2.0  | 10  | Peter Gregg                  | Peter Gregg George Barber                             | Porsche 904 GTS            | 306    |
| 9    | GT2.0  | 6   | Jack Ryan                    | Jack Ryan Bill Bencker Ted Tidwell                    | Porsche 904 GTS            | 282    |
| 10   | GT+3.0 | 36  | Graham Shaw                  | Graham Shaw Dick Thompson                             | Shelby Cobra               | 275    |
| 11   | GT1.6  | 7   | David McClain                | David McClain Larry B. Perkins Leland Dieas           | Porsche 356 SC             | 270    |
| 12   | GT+3.0 | 5   | Imported Motor Car Co        | Don Bolton Art Latta                                  | Sunbeam Tiger              | 251    |
| 13   | GT1.6  | 15  | Duchess Auto Co.             | Lance Pruyn Newton Davis Peter Pulver                 | Lotus Elan                 | 250    |
| 14   | GT2.5  | 34  | Cannon Auto Services         | Dana Kelder Ara Dube                                  | Triumph TR3                | 250    |
| 15   | GT2.0  | 25  | Roger West                   | Roger West Tommy Charles                              | MGB                        | 247    |
| 16   | GT2.0  | 26  | Dr. David Lane               | David Lane Robert Stoddard                            | Porsche 904 GTS            | 245    |
| 17   | GT1.6  | 33  | Fred Ashplant                | Fred Ashplant Harry Carter                            | Lotus Elan                 | 245    |
| 18   | GT1.6  | 2   | Jesse Emerson                | Jesse Emerson John Hood                               | Alfa Romeo Giulia          | 245    |
| 19   | GT1.6  | 24  | Ike Maxwell                  | Ike Maxwell William Martin                            | Porsche 356 B              | 243    |
| 20   | SR     | 48  | Cannon Auto Services         | Charlie Mathis Guido Levetto                          | Alfa Romeo Giulietta SV    | 237    |
| 21   | GT1.6  | 35  | John Norwood                 | George Frey John Norwood Hans Ziereis                 | Porsche 356 Carrera        | 220    |
| NC   | P      | 46  | John Norwood                 | Paul Richards Ed Wilson                               | Alpine M63                 | ?      |
| DNF  | SR     | 44  | All American Racers          | Dan Gurney Jerry Grant                                | Lotus 19J                  | 211    |
| DNF  | GT+3.0 | 12  | Shelby American              | Bob Johnson Tom Payne                                 | Shelby Cobra Daytona Coupe | 150    |
| DNF  | P      | 99  | North American Racing Team   | Bob Grossman Walt Hansgen David Piper Pedro Rodríguez | Ferrari 275 P              | 130    |
| DNF  | P      | 77  | North American Racing Team   | John Surtees Pedro Rodríguez                          | Ferrari 330 P2             | 116    |
| DNF  | GT2.0  | 27  | Art Riley                    | Art Riley Nick Cone                                   | Volvo P1800                | 88     |
| DNF  | P      | 88  | North American Racing Team   | Walt Hansgen David Piper                              | Ferrari 330 P              | 18     |
| DNF  | SR     | 47  | Jaguar Cars of Winter Haven  | Dave Hull Bob Kingham                                 | Jaguar E-Type              | 14     |
| DNF  | GT3.0  | 1   | Simeon Shortman              | Simeon Shortman Rajah Rodgers                         | Austin-Healey 3000         | ?      |
| DNF  | GT1.6  | 3   | Larry Perkins American Parts | Sheldon Dobkin Jack Slottag                           | MGA                        | ?      |
| DNF  | GT+3.0 | 4   | John Lewis                   | John Lewis Art Huttinger                              | Chevrolet Corvette         | ?      |
| DNF  | GT1.6  | 17  | George Parsons               | Gene Parsons Jack Harden                              | Lotus Elan                 | ?      |
| DNF  | GT+3.0 | 19  | Arthur Harrison              | Pete Harrison Lin Coleman                             | Shelby Cobra               | ?      |
| DNF  | GT2.5  | 20  | Michael Reina                | Michael Reina Don Kearney                             | Triumph TR3                | ?      |
| DNF  | GT2.5  | 21  | ARCO Inc. Anatoly Arutunoff  | Dick Irish Bill Pryor                                 | Lancia Flaminia Zagato     | ?      |
| DNF  | GT1.6  | 22  | John Hill                    | John Hill Walt Hane                                   | MGA Twin Cam               | ?      |
| DNF  | GT+3.0 | 28  | Kenneth Hablow               | John Bushell Don Yenko                                | Chevrolet Corvette         | ?      |
| DNF  | GT+3.0 | 30  | Plymouth Div. Chrysler Corp  | Scott Harvey Peter Hutchinson                         | Plymouth Belvedere         | ?      |
| DNF  | SR     | 37  | Carl Lindell                 | Don Sesslar Chuck Cassel                              | Porsche 718 RS 61          | ?      |
| DNF  | SR     | 42  | Mark VIII Racing             | Hamilton Vose Roger McCluskey                         | Maserati Tipo 64           | ?      |
| DNF  | P      | 71  | Howe Sound Co.               | Skip Scott Charlie Hayes                              | Ford Mustang II            | ?      |
| DNF  | P      | 87  | Harley Cunningham            | Buck Baker Bob Tullius                                | Ford Cortina Lotus         | ?      |
| DNS  | GT+3.0 | 0   | Duval Chevrolet Ltd.         | Grant Clark Dan Shaw Dave Greenblatt                  | Chevrolet Corvette         | 0      |
| DNS  | GT+3.0 | 8   | Richard Robson               | Richard Robson Art Baggely                            | Jaguar E-Type              | 0      |
| DNS  | GT+3.0 | 9   | John Addison                 | Fred Salvo Richard Brown                              | Chevrolet Corvette         | 0      |
| DNS  | GT2.0  | 18  | Art Swanson                  | Art Swanson Robert Ennis                              | Abarth-Simca 2000 GT       | 0      |
| DNS  | SR     | 41  | Rolf Soltan                  | Rolf Soltan Everett Lewis                             | Porsche 356 Carrera        | 0      |
| DNS  | SR     | 45  | Robert Amey                  | Chuck Dietrich Dave Dours                             | Elva Courier               | 0      |

1962 · 1963 · 1964 · 1965 · 1966 · 1967 · 1968 · 1969 · 1970 · 1971 · 1972 · 1973 · 1974 · 1975 · 1976 · 1977 · 1978 · 1979 · 1980 · 1981 · 1982 · 1983 · 1984 · 1985 · 1986 · 1987 · 1988 · 1989 · 1990 · 1991 · 1992 · 1993 · 1994 · 1995 · 1996 · 1997 · 1998 · 1999 · 2000 · 2001 · 2002 · 2003 · 2004 · 2005 · 2006 · 2007 · 2008 · 2009 · 2010 · 2011 · 2012 · 2013 · 2014 · 2015 · 2016 · 2017 · 2018 · 2019 · 2020 · 2021 · 2022 · 2023 · 2024 · 2025